# Wi-Fi

znak towarowy

Wi-Fi, wi-fi (wym. [ˈvʲifʲi]; ang. Wi-Fi, wym. [ˈwaɪfaɪ]) – zestaw standardów stworzonych do budowy bezprzewodowych sieci komputerowych. Szczególnym zastosowaniem wi-fi jest budowanie sieci lokalnych (LAN) opartych na komunikacji radiowej, czyli WLAN. Zasięg od kilku metrów do kilku kilometrów i rzeczywistej przepustowości sięgającej 900 Mb/s, przy transmisji w standardzie 802.11ac na trzech kanałach o szerokości 80 MHz jednocześnie. Produkty zgodne z wi-fi mają na sobie odpowiednie logo, które świadczy o zdolności do współpracy z innymi produktami tego typu.
„Wi-Fi” jest znakiem towarowym Wi-Fi Alliance dla certyfikowanych produktów opartych na standardach IEEE 802.11. Ten certyfikat gwarantuje interoperacyjność pomiędzy różnymi urządzeniami bezprzewodowymi.
Nazwa wi-fi jest rozwijana jako skrót od „wireless fidelity”, podobnie jak norma jakości dźwięku hi-fi to „high fidelity”. Choć takie rozwinięcie bywało używane oficjalnie przez Wi-Fi Alliance, to Phil Belanger, założyciel tegoż stowarzyszenia, przyznał że jest ono wtórne, czyli stwierdził, że „Wi-Fi” nie jest skrótowcem.
Wi-fi bazuje na takich protokołach warstwy fizycznej, jak:
- DSSS (ang. Direct Sequence Spread Spectrum),
- FHSS (ang. Frequency Hopping Spread Spectrum),
- OFDM (ang. Orthogonal Frequency-Division Multiplexing).

Sieć wi-fi działa w paśmie częstotliwości od 2400 do 2485 MHz (2,4 GHz) lub 4915 do 5825 MHz (5 GHz).
Wi-fi jest obecnie wykorzystywane do budowania rozległych sieci internetowych (WAN). Dostawcy usług internetowych umożliwiają użytkownikom wyposażonym w przenośne urządzenia zgodne z wi-fi na bezprzewodowy dostęp do sieci. Jest to możliwe dzięki rozmieszczeniu w ruchliwych częściach miast obszarów nazywanych hotspotami. W wielu dużych miastach na świecie znajdują się miejsca z dostępem do Internetu wykorzystujący ten sposób.
Wi-Fi Alliance uprościło nazewnictwo używane do identyfikacji różnych typów połączeń wi-fi. Na przykład standard 802.11ac ma od teraz nazwę Wi-Fi 5, kolejna generacja 802.11ax (która pojawiła się w 2019 roku) jest określana jako Wi-Fi 6.

## Standardy w sieciach bezprzewodowych

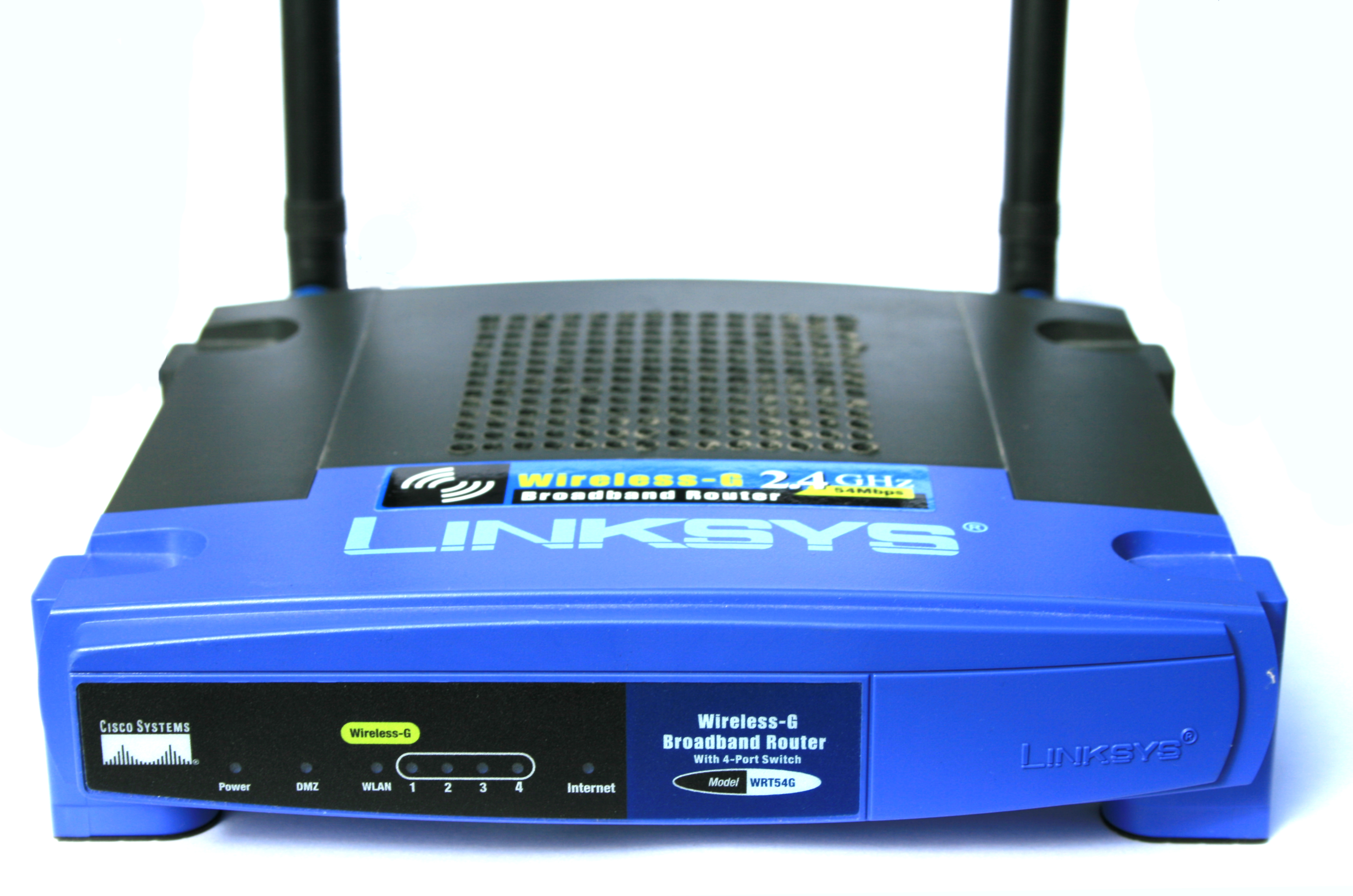
Router wi-fi o standardzie 802.11b/g

Główne standardy w sieciach bezprzewodowych:
- 802.11a – do 54 Mb/s, częstotliwość 5 GHz,
- 802.11b – 11 Mb/s częstotliwość 2,4 GHz ma zasięg ok. 30 m w pomieszczeniu i 120 m w otwartej przestrzeni; w praktyce można osiągnąć transfery rzędu 5,5 Mb/s. Woda, metal i beton obniżają znacznie jakość sygnału. Standard 802.11b podzielony jest na 14 kanałów o szerokości 22 MHz, które częściowo się pokrywają; Polska wykorzystuje tylko pasma od 2400 do 2483,5 MHz – kanał od 1 do 13,
- 802.11g – 54 Mb/s częstotliwość 2,4 GHz, standard wi-fi, który powstał w czerwcu 2003 roku, w praktyce osiągalne są transfery do 20-22 Mbit/s przy transmisji w jedną stronę; wykorzystanie starszych urządzeń w tym standardzie powoduje zmniejszenie prędkości do 11 Mb/s; jest bardziej podatna na zakłócanie i wymaga silniejszego i stabilniejszego sygnału niż 802.11b,
- 802.11n (Wi-Fi 4)– 300 Mb/s częstotliwość 5 GHz oraz 150 Mb/s w częstotliwości 2,4 GHz, obecnie najpopularniejszy, który został wprowadzony na rynek w 2007 roku jako „draft”, choć urządzenia „pre-N” pojawiały się już od 2002 roku. W dniu 4.09.2009 „draft-N” został ratyfikowany jako standard; w praktyce osiągalne są transfery rzędu 150 Mbit/s w jedną stronę, jednak wymaga on bardzo silnego i stabilnego sygnału do działania,
- 802.11ac (Wi-Fi 5) – do 7 Gb/s, częstotliwość 5 GHz, zaprezentowany w 2013 roku,
- 802.11ax (Wi-Fi 6/6E) – do 10 Gb/s, częstotliwości 2.4 GHz i 5 GHz (możliwe 1 GHz i 6 GHz), zaprezentowany w 2019 roku.
- 802.11be (Wi-Fi 7)– do 40 Gb/s, częstotliwości 2.4 GHz, 5 GHz i 6 GHz, urządzenia pojawiły się w 2023

oraz:
- 802.11c
- 802.11d
- 802.11e
- 802.11f
- 802.11h (w Europie odpowiednikiem jest 802.11a na częstotliwości 5 GHz)
- 802.11i (w tym systemie wprowadzono nowe zabezpieczenia za pomocą szyfrowania)
- 802.11j (powstał ze standardu 802.11a na potrzeby Japonii)
- 802.11r (dość szybki roaming)
- 802.11ax -  przepustowość osiągająca 10 Gb/s[10] podwojenie liczby strumieni MU-MIMO do ośmiu[11]. Standard pojawia się w 2020 roku i  obejmuje pasma 2,4 GHz oraz 5 GHz[12].

## Problemy występujące w czasie dostępu do sieci wi-fi
- Efekt przechwytywania – występuje, gdy do jednego odbiornika docierają dwa sygnały o różnej mocy. W tym przypadku sygnał mocniejszy zostanie odebrany prawidłowo natomiast słabszy zostanie zagłuszony.
- Zjawisko odkrytej stacji – zjawisko występuje wtedy, gdy stacja znajduje się w zasięgu stacji nadawczej, ale poza zasięgiem stacji odbiorczej.
- Zjawisko ukrytej stacji – stacja jest ukryta jeżeli znajduje się w zasięgu stacji odbierającej dane, ale jest poza zasięgiem stacji nadawczej.

## Bezpieczeństwo wi-fi
Stosowane metody zabezpieczeń zgodne ze standardem 802.11:
- uwierzytelniania – identyfikacja i weryfikacja autentyczności informacji przesyłanych przez użytkownika, który łączy się z siecią (IEEE 802.1X)
- protokół WEP (ang. Wired Equivalent Privacy) – działa na zasadzie współdzielonego klucza szyfrującego o długości 40 do 104 bitów i 24-bitowym wektorze inicjującym. WEP jest aktualnie bardzo złym zabezpieczeniem, które nie chroni nas przed włamaniami z zewnątrz. W średnio obciążonej sieci klucze WEP można złamać w 90% przypadków, poniżej 1 godziny pasywnego nasłuchiwania pakietów.
- protokoły WPA/WPA2 – nowe, dużo bardziej bezpieczne mechanizmy szyfrowania przesyłanych danych
- autoryzacja – zgoda lub brak zgody na żądaną usługę przez uwierzytelnionego użytkownika. Zabezpieczenie to jest wykonane przez punkt dostępu lub serwer dostępu.
- rejestracja raportów – rejestr akcji użytkownika związanych z dostępem do sieci. Kontrola raportów pozwala na szybką reakcję administratorów na niepokojące zdarzenia w sieci.

W sieciach bezprzewodowych (wi-fi) zabezpieczenia można podzielić na dwa typy: autoryzacji i transmisji. Autoryzacja ma na celu potwierdzić tożsamość użytkownika, natomiast typ transmisji ma nas zabezpieczyć przed podsłuchiwaniem. Obecnie są już nowe systemy zabezpieczeń, które mają same w sobie zabezpieczenie autoryzacji i transmisji.
Możliwe zagrożenia sieci bezprzewodowych:
- próby włamań do tego typu sieci
- uruchamianie przez użytkowników nieautoryzowanych punktów dostępowych, stających się tylną furtką do sieci
- wyszukiwanie niezabezpieczonych sieci – wardriving, warchalking.

## Rozwój wi-fi

### Wi-fi kontra telefonia GSM
Wi-fi zapewnia dziś transfery rzędu 1000 Mbit/s w hotspocie. Oznacza to, że jest wielokrotnie szybsze od połączeń GPRS oferowanych przez operatorów telefonii GSM. Wi-fi nie ma jeszcze pełnej funkcjonalności sieci komórkowych, ale ma miejsce znaczny postęp w tej dziedzinie. Firmy takie jak Zyxel, SocketIP, Symbol Technologies czy Unitech oferują usługi telefoniczne oparte na wi-fi. W związku z narastaniem konkurencji wi-fi i sieci komórkowych pojawił się termin 4G. Oznacza on, że wi-fi może stać się czwartą generacją telefonii komórkowej.
Jednak wykorzystanie wi-fi wiąże się jeszcze z dużymi problemami. Standard wi-fi nie zawiera mechanizmów uwierzytelniania podobnych do kart SIM. Trwają prace nad stworzeniem odpowiednich standardów. Bardzo dużym problemem w wi-fi jest zasięg hotspotów. Nie przekracza on zwykle 500 metrów, co oznacza, że wi-fi może być uzupełnieniem sieci GSM, jeżeli system telefonii ma obejmować cały obszar kraju takiego jak Polska. Część państw ma w planie pokryć całe swoje terytorium siecią wi-fi, co zwiększy konkurencyjność rozwiązania Wi-Fi. Większość nowych modeli telefonów oferuje już usługę Wi-Fi calling, która umożliwia połączenia telefoniczne i smsowe bez ograniczeń lokalizacyjnych i dodatkowych opłat.
Na koniec lata 2004 roku firma Intel zapowiedziała prezentację nowego układu scalonego łączącego w sobie funkcje komunikacji wi-fi oraz GSM. Miał on nosić nazwę WWAN (ang. Wireless Wide Area Network). Połączenie zasięgu sieci GSM oraz prędkości transferu z sieci wi-fi jest szansą na szybsze stworzenie telefonii trzeciej generacji bez wykorzystania bardzo drogiego standardu UMTS.

### Dostęp do wi-fi

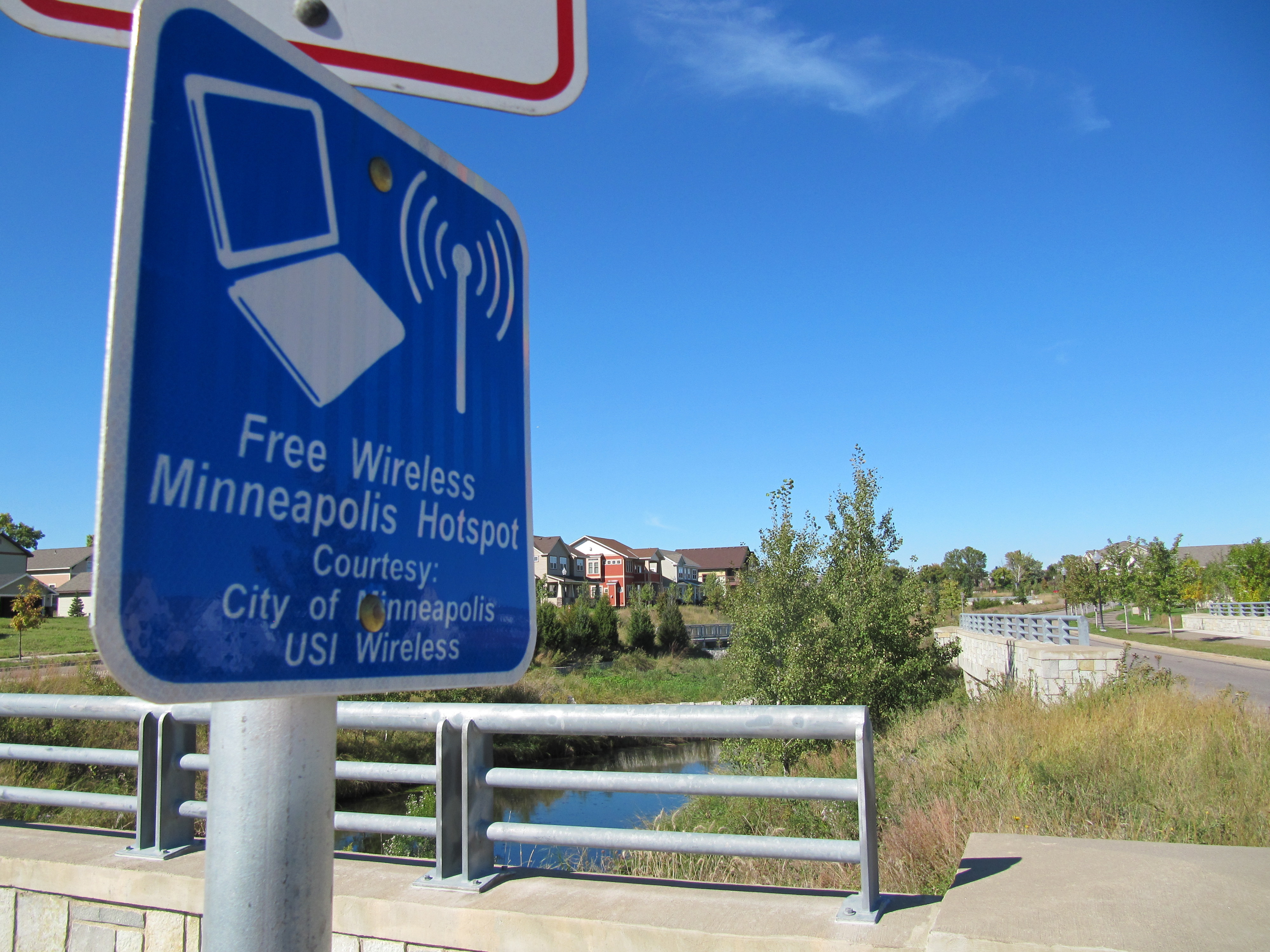
Darmowy hotspot wi-fi

Obszary, w których można uzyskać dostęp do wi-fi, nazywa się hotspotami. Sieci wi-fi stają się coraz popularniejsze zarówno w Polsce, jak i na świecie. Istnieją miasta, gdzie dostęp do tego typu sieci jest całkowicie bezpłatny, a co za tym idzie - darmowy dostęp do internetu. Bogate państwa planują pokryć szczelną siecią wi-fi całe swoje terytorium, tak by darmowy internet był dostępny dla wszystkich. W innych przypadkach konieczne jest wnoszenie opłat. Czasami rozliczenia opierają się na limitach transferowanych danych.
Podmioty publiczne takie jak samorządy terytorialne dzięki posiadaniu dostępu do infrastruktury miejskiej mogą tanim kosztem budować sieci wi-fi pokrywające swoim zasięgiem centra aglomeracji miejskich.
Większość operatorów posługuje się standardem 802.11b. Prędkość zapewniana przez sieci to 11 Mbps.

## Zalety i wady wi-fi

### Zalety
- Tanie, szybkie i proste w instalacji – sieć pozbawiona jest kabli.
- Korzystanie z darmowego dostępu do Internetu poprzez tzw. HotSpoty.
- Swoboda i mobilność – bezprzewodowe podłączanie do sieci mobilnych urządzeń (notebooki, tablety, smartfony, palmtopy).
- Duża odporność na wyładowania atmosferyczne w porównaniu z siecią LAN.
- Możliwość łączenia się z Internetem z każdego miejsca nawet w ruchu.
- Możliwość budowy sieci w budynkach, gdzie nie można stosować okablowania (np. zabytkowych).
- Możliwość zastosowania, gdy okablowanie jest niepraktyczne (konferencje, hale wystawowe,  międzynarodowe wystawy)
- Router z Wi-Fi 6 może przesyłać równocześnie kilka strumieni danych, co zwiększa przepustowość łącza[15].
- OFDMA umożliwia podzielenie kanału na mniejsze podkanały, działające na innych pasmach. Dzięki temu z sieci może wygodnie korzystać wiele urządzeń.

### Wady
- Wykorzystywane w wi-fi standardy 802.11b, 802.11g oraz 802.11n wykorzystują pasmo ISM 2,4 GHz. W tym samym zakresie częstotliwości pracują także nadajniki i odbiorniki standardu Bluetooth, kuchenki mikrofalowe, telefony bezprzewodowe, radary meteorologiczne, radiowa telewizja przemysłowa oraz wiele innych. Efektem działania niektórych z tych urządzeń może być zagłuszanie sygnałów sieci wi-fi i ograniczenie zasięgu punktu dostępowego (ang. access point)
- Sieci wi-fi mają stosunkowo mały zasięg. Zwykle hotspot oparty na 802.11b lub 802.11g jest dostępny w odległości do 90 metrów w pomieszczeniach lub 150 metrów na zewnątrz.
- Sygnał Wi-Fi w domu może być tłumiony przez ściany, piony kanalizacyjne, instalację elektryczną, a także odbijać się od akwariów, szyb lub luster[16].
- Sygnał Wi-Fi w domu może być zakłócany przez inne urządzenia: bezprzewodowe takie jak: telewizory Smart TV, odkurzacz, lodówka,  pralka, głośniki, przewody elektryczne, USB, a nawet kuchenki mikrofalowe czy elektroniczne nianie[17].
- Błędnie  skonfigurowane urządzenie WiFi może stać się łatwym celem ataku, a wykorzystywany w sieciach radiowych standard kryptografii WEP (Wired Equivalent Privacy) jest łatwy do złamania. Od 2010 roku dane zabezpiecza się też przy pomocy  protokołu WPA (ang. WiFi Protected Access), a następnie przy pomocy WPA2. W styczniu 2018 roku wprowadzono protokół WPA3 (WiFi Protected Access 3). Jego zadaniem jest  dodatkowe wzmocnienie bezpieczeństwa sieci prywatnych[18].
- Prędkość transmisji danych w przypadku wykorzystania standardu wi-fi nie dorównuje rozwiązaniom kablowym, jednak jest wystarczająca do korzystania z Internetu.
- Mniej bezpieczne od sieci kablowych, przez co konieczne jest stosowanie dodatkowych zabezpieczeń, które dodatkowo zmniejszają prędkość przesyłu.
- Przesył może być wzajemnie zakłócany przez dużą liczbę urządzeń działających na tych samych kanałach.
- Wymagają rezerwacji odpowiedniego pasma.
- Podatne na zakłócenia.
- Ryzyko interferencji (zakłócenia sygnałów radiowych) występuje, gdy do WiFi jest podpiętych zbyt dużo urządzeń[19].
- Wysoka cena najnowocześniejszych routerów[20]

## Szkodliwość i kancerogenność Wi-Fi
Punkty Wi-Fi emitują fale elektromagnetyczne, najczęściej w częstotliwościach 2,4 GHz oraz 5 GHz. Są to tak zwane mikrofale, z częstotliwości których korzystają również kuchenki mikrofalowe, skanery czy telefony komórkowe. Badania naukowe dowiodły, że osoba przebywająca przez 365 dni w sąsiedztwie routera, pracującego w zakresie powyższych częstotliwości pochłania nieszkodliwą dawkę promieniowania, która notabene jest równa tej, którą pochłania organizm człowieka w czasie 20-minutowej rozmowy przez smartfon.
W 1996 roku Światowa Organizacja Zdrowia przeprowadziła badania (pod nazwą International EMF Project), które nie wykazały negatywnych skutków zdrowotnych wynikających z przebywania w pobliżu urządzeń wytwarzających pole elektromagnetyczne w zakresie od 0 do 300 GHz. Do podobnych wniosków doszli również badacze z Uniwersytetu w Pensylwanii w USA.

## Propagacja fali radiowej w pomieszczeniu
Bezprzewodowe sieci lokalne projektowane są najczęściej w obrębie budynków, propagacja fali w takim środowisku jest dość specyficzna ze względu na liczne przeszkody występujące na trasie propagacji, takie jak ściany, okna, drzwi itp. Bardzo rzadko możliwe jest zapewnienie warunków bezpośredniej widoczności, dlatego projektując sieć bezprzewodową w budynku, należy uwzględnić tłumienie wcześniej wspomnianych przeszkód. Do oszacowania tłumienia trasy propagacji warto korzystać z istniejących modeli propagacyjnych dla środowiska wewnątrzbudynkowego np. Multi-Wall.
W tabeli poniżej zaprezentowano tłumienie wybranych elementów charakterystycznych dla środowiska wewnątrzbudynkowego w paśmie 2,4 GHz (pomiary własne, w warunkach domowych, niecertyfikowane):
| Nazwa elementu    | Materiał                                | Grubość [cm]             | Tłumienie [dB] |
| ----------------- | --------------------------------------- | ------------------------ | -------------- |
| Ściana wewnętrzna | cegła                                   | 10                       | 7              |
| Ściana zewnętrzna | cegła                                   | 30                       | 9              |
| Ściana działowa   | płyta kartonowo-gipsowa i wełna szklana | 7                        | 2              |
| Strop             | beton                                   | 30                       | 11             |
| Okno              | szkło                                   | 2 × szyba + 1 cm przerwy | 4,5            |
| Drzwi             | drewno                                  | 4                        | 2,5            |